# Cercopithecus albogularis
Cercopithecus albogularis là một loài động vật có vú trong họ Cercopithecidae, bộ Linh trưởng. Loài này được Sykes mô tả năm 1831.

## Hình ảnh

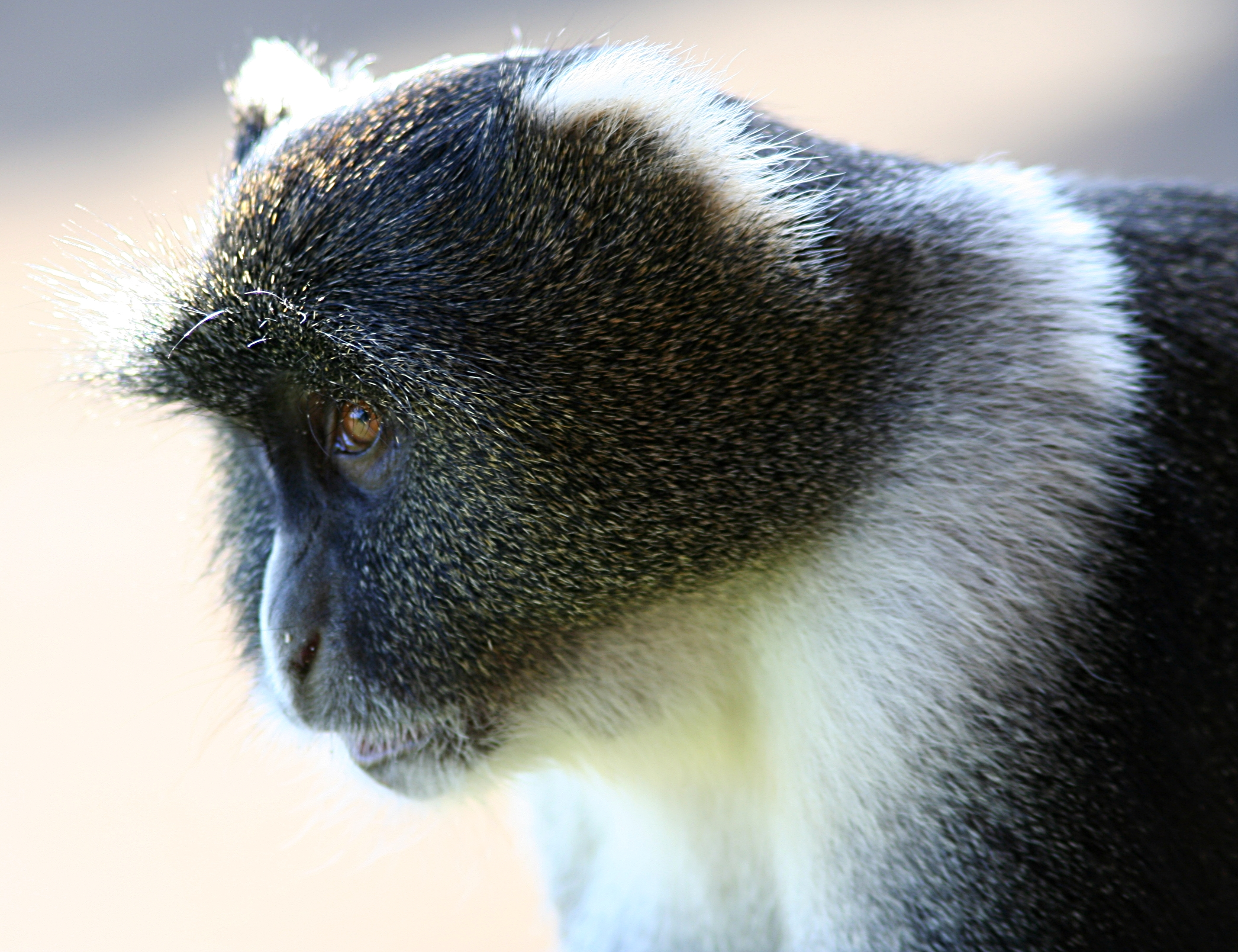
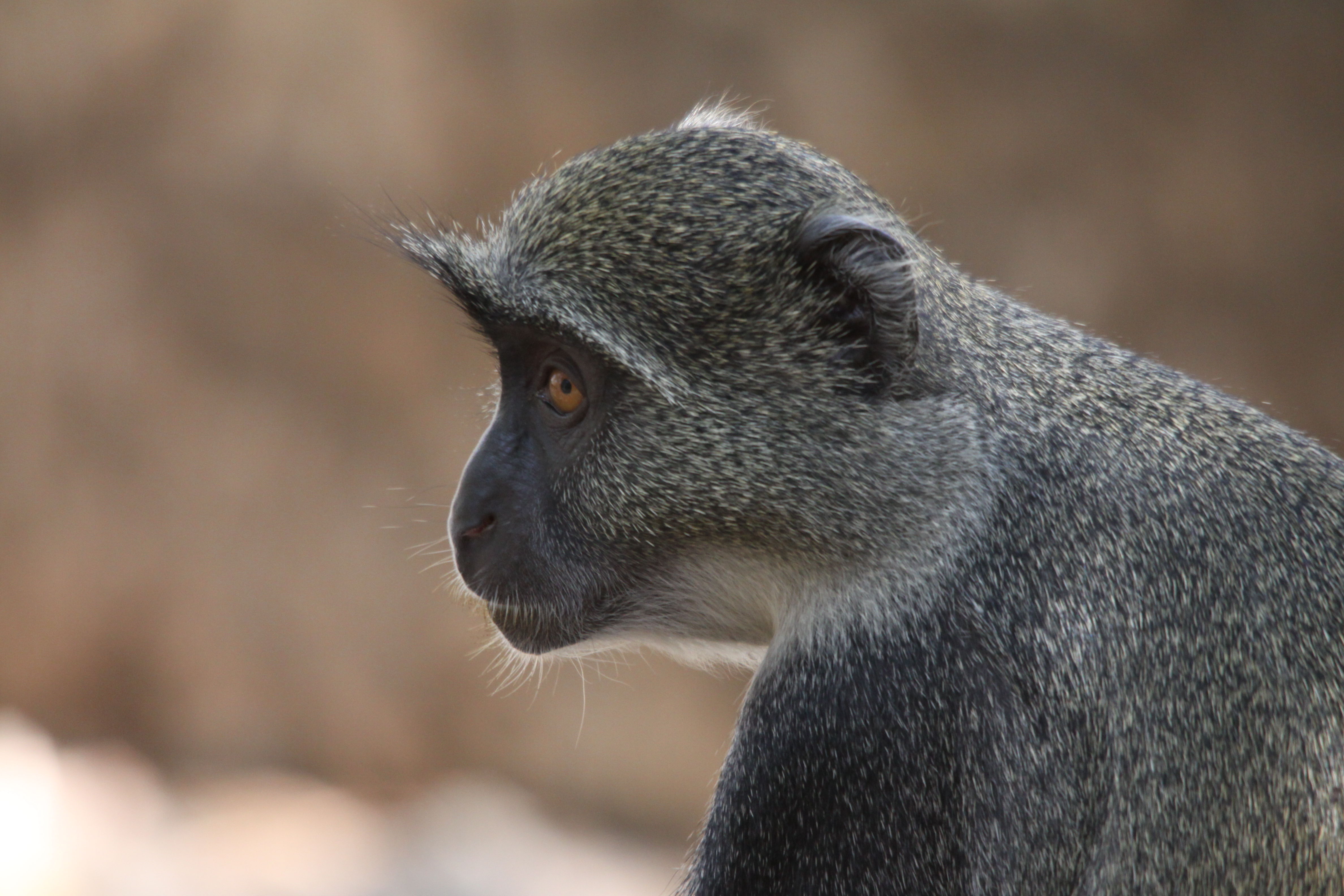
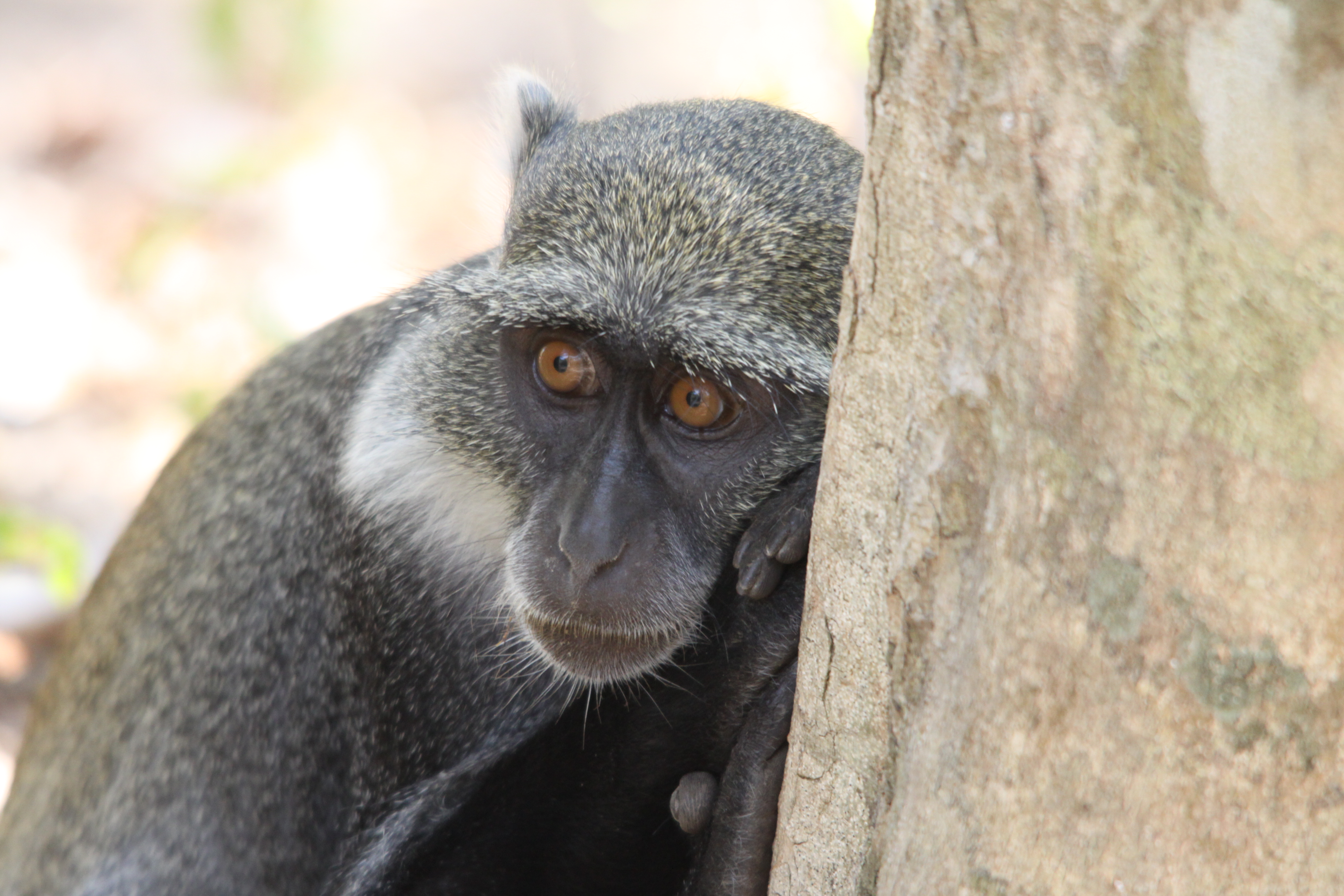
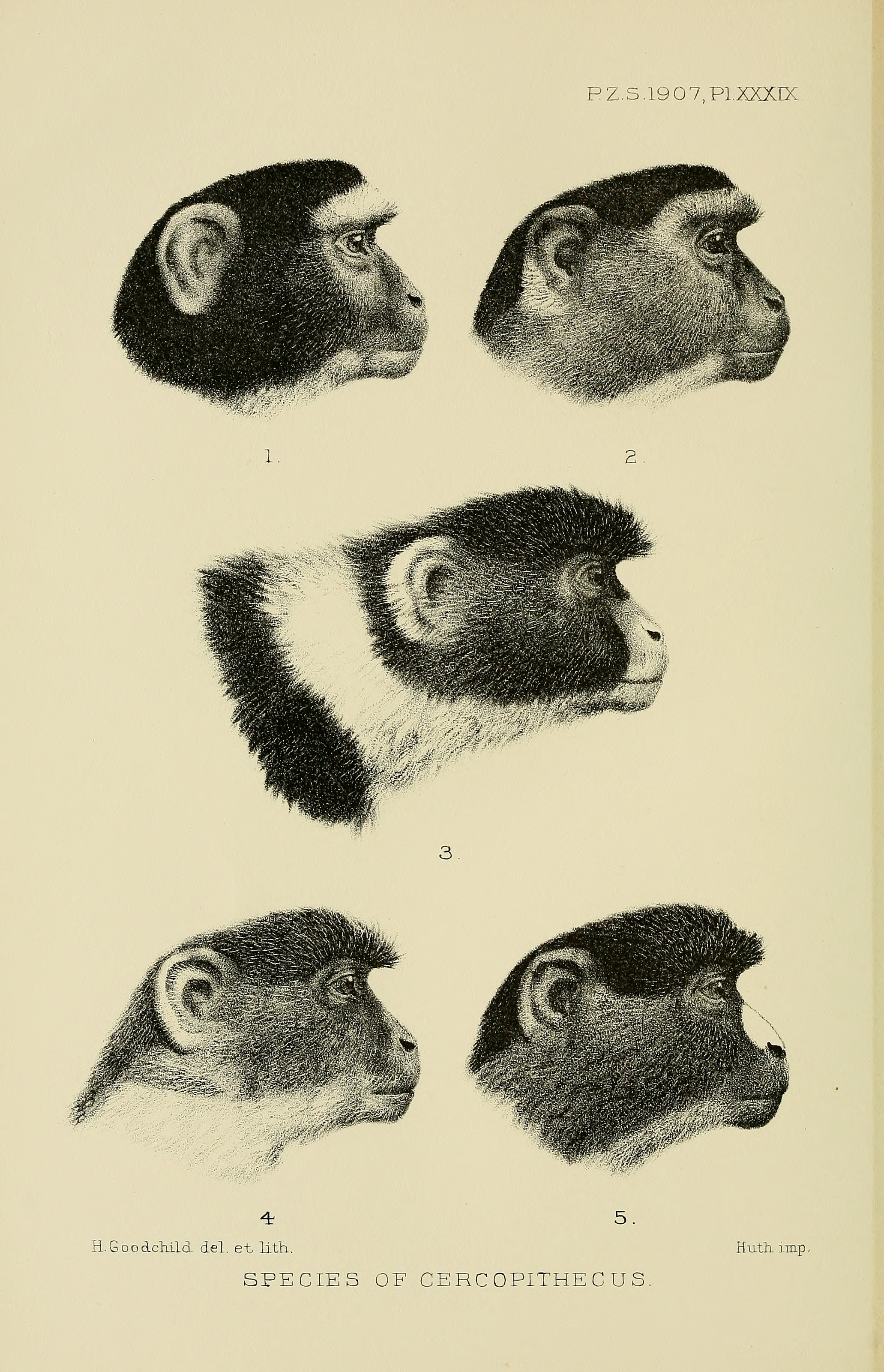